# Rüdenau
Rüdenau är en kommun och ort i Landkreis Miltenberg i Regierungsbezirk Unterfranken i förbundslandet Bayern i Tyskland.
Kommunen ingår i kommunalförbundet Kleinheubach tillsammans med köpingen Kleinheubach och kommunen Laudenbach.